# Dürbeck & Dohmen
Düberck & Dohmen, conegut com René Dohmen i Joachim Duerbeck, és el duet musical que compon música per a cinema i televisió, sèries, documentals, teatre, anuncis publicitaris i artistes. El seu treball cobreix molt terreny -des de la composició clàssica fins a la música electrònica-, així com l'experimental orquestral i abstracte.

## Primers anys
La vida musical de Joachim (nascut el 9 de desembre de 1967) i René (nascut el 16 de juny de 1966) va començar d'adolescents, quan solien tocar en bandes; René tocava la guitarra en bandes de punk i la bateria jumpel en bandes de pop i jazz. Després, després de l'escola van formar una banda. Al llarg de vuit anys van publicar tres àlbums i set senzills amb EMI Germany. Duerbeck i René van tocar més de 400 concerts a Alemanya, els Països Baixos i el Regne Unit. Després, després de separar la banda, van fundar la seva pròpia empresa i estudi i van començar a escriure i produir música per a pel·lícules. Des de llavors han estat escrivint partitures per a nombroses pel·lícules i documentals.

## Carreres professionals
Dins dels seus estudis de Colònia, Joachim i René han estat produint música per a nombroses pel·lícules i programes de televisió des de l'any 2000. A la XXVII edició de la Mostra de València, van rebre el premi de música de cinema per Syri magjiki el 2008 van rebre el premi de música al prestigiós Festival Max Ophuls per Selbstgespräche. Les pel·lícules Chandani: The Daughter of the Elephant Whisperer i Belltracchi: The Art of Forgery, per a les quals Düberck & Dohmen van formar la música, van guanyar el premi de cinema alemany LOLA en la categoria "Millor Pel·lícula infantil".
Com a músics i productors, també estan actius en diverses bandes i projectes. Düberck & Dohmen són membres de l'Acadèmia de Cinema Alemanya i de l'Acadèmia de Cinema Europeu.

## Instruments cinematogràfics
Cinematique Instruments és una marca de biblioteques de so d'instruments rares i úniques produïdes per Dürbeck & Dohmen.

## Filmografia
- 2002: Freitagnacht, pel·lícula de cinema
- 2003: Was ich dir sagen wollte, curtmetratge de Freyas
- 2003: MIa, curtmetratge de Philipp Schäfer
- 2004: Notruf, sèrie documental
- 2004: Feuer, pel·lícula de cinema de Hardi Sturm
- 2004: Klippenberger - Der Film, documental de Jörg Kobel
- 2004: Todesstrafe für eine Lüge, documental de Peter F. Müller
- 2004: Syri magjik, pel·lícula de cinema de Kujtim Çashku
- 2005: Nachtasyl, telefilm de Hardi Sturm
- 2006: Abenteuer Glück, sèrie documental de Annette Dittert
- 2006: 37 ohne Zwiebeln, curtmetratge de André Erkau
- 2006: Sie hat sich benommen wie eine Deutsche, documental de Gert Monheim
- 2006: Der Gotteskrieger und seine Frau, documental de Gert Monheim
- 2007: Liebespfand, curtmetratge de Matthias Klimsa
- 2007: Absolution, curtmetratge de Markus Sehr
- 2008: Up, Up to the Sky, pel·lícula de cinema de Hardi Sturm
- 2008: Selbstgespräche, pel·lícula de cinema de André Erkau
- 2008: Tatort - Auf der Sonnenseite, sèrie de televisió de Richard Huber
- 2009: Mamma kommt!, telefilm de Isabel Kleefeld
- 2009: Der verlorene Sohn, telefilm de Nina Grosse
- 2010: U.F.O, telefilm de Burkhard Feige
- 2010: Tatort – Vergissmeinnicht, sèrie de televisió de Richard Huber
- 2010: lb, pel·lícula de cinema de Samira Radsi
- 2010: Kreutzer kommt, telefilm de Richard Huber
- 2010: Chandani: The Daughter of the Elephant Whisperer, documental de Arne Birkenstock
- 2011: Arschkalt, pel·lícula de cinema de André Erkau
- 2011: Holger sacht nix, telefilm de Thomas Durchschlag
- 2012: Die Lottokönige, sèrie de televisió de Dominic Müller
- 2012: Wie Tag und Nacht, telefilm de Sibylle Tafel
- 2012: Kreutzer kommt ins Krankenhaus, telefilm de Richard Huber
- 2012: Stubbe – Von Fall zu Fall, sèrie de televisió de Frauke Thielecke
- 2012: Unterwegs mit Elisa, telefilm de Bettina Woernle
- 2013: Free Fall, pel·lícula de cinema de Stephan Lacant
- 2014: Der letzte Mentsch, pel·lícula de cinema de Pierre-Henri Salfati
- 2014: Tatort - Der Irre Iwan, sèrie de televisió de Richard Huber
- 2014: 10 000 000 000, documental de Valentin Thurn
- 2015: The secret life of me, pel·lícula de cinema de Laurie Shearing i Ricardo De Los Rios
- 2015: Tatort - Schwanensee, sèrie de televisió de André Erkau
- 2015: Die Füchsin, telefilm de Samira Radsi